# Hellmuth Hopp

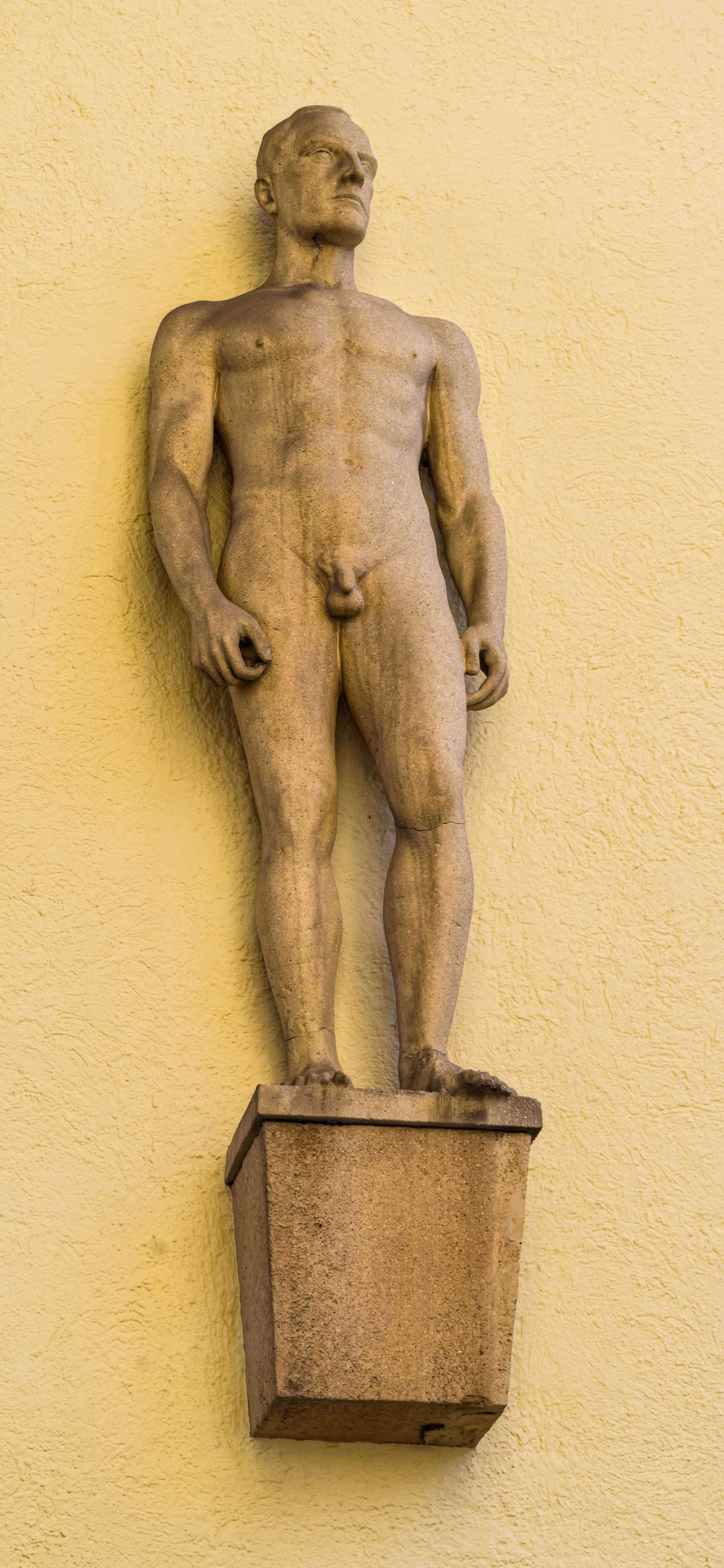
Männlicher Akt aus dem Figurenzyklus Die Lebensalter, Universitätsklinikum Freiburg

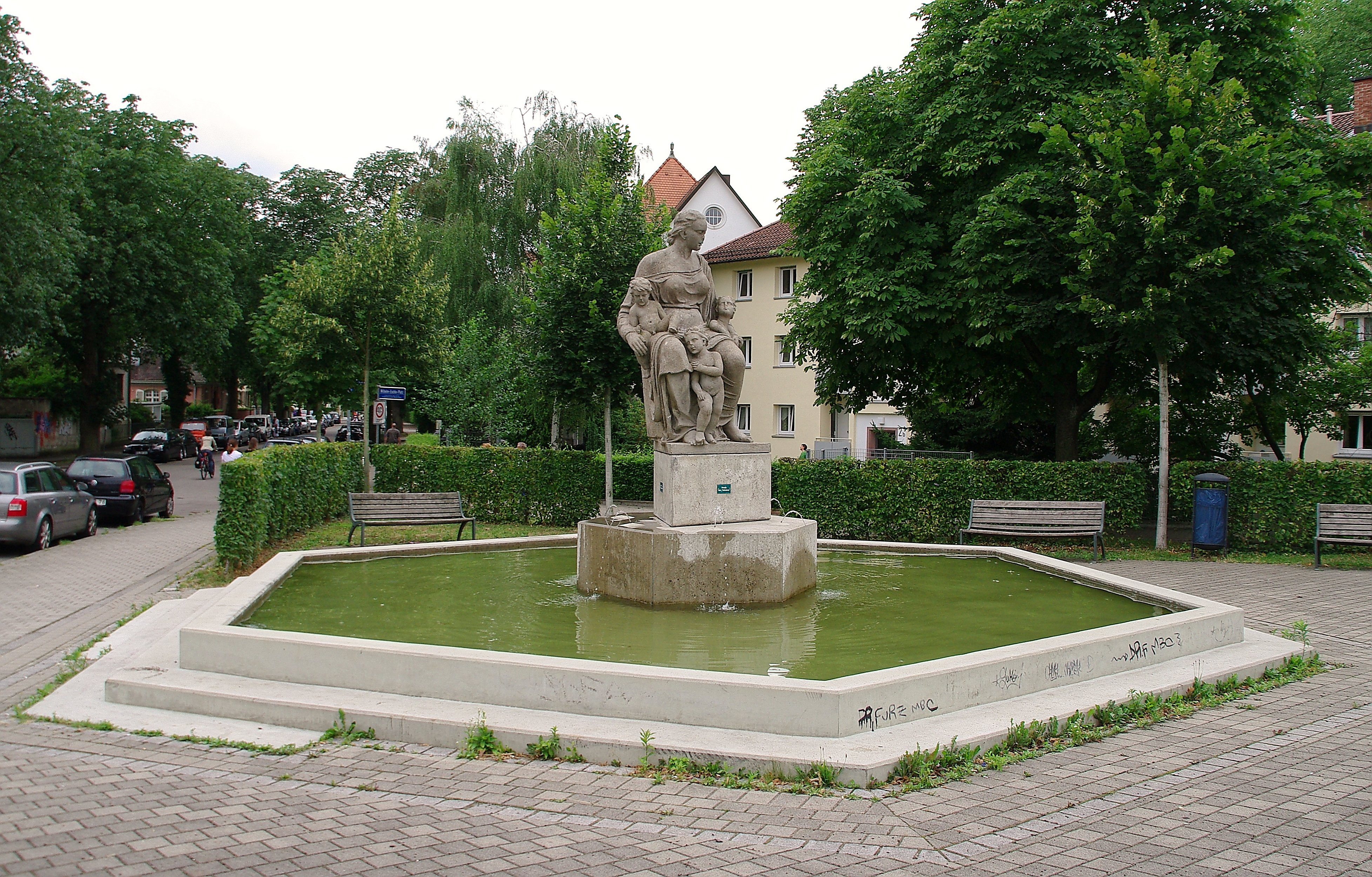
Mutterbrunnen, 1935

Hellmuth Arnold Hopp (* 19. Juli 1908 in Freiburg im Breisgau; † August 1944 bei Plabennec, Bretagne) war ein deutscher Bildhauer.

## Leben
Hopp absolvierte eine handwerkliche Ausbildung bei dem Freiburger Bildhauer Ludwig Kubanek und studierte anschließend bei Christoph Voll an der Landeskunstschule in Karlsruhe. Nach Beendigung seiner Ausbildung übernahm er mehrere Aufträge in Saarbrücken, wo er unter anderem bei der Renovierung einer Barockkirche beschäftigt war. Von dort folgte er einer Einladung nach Paris. Der französische Bildhauer Charles Despiau, der dort auf ihn aufmerksam wurde, ermöglichte ihm das Arbeiten in seinem Atelier.
Nach seiner Rückkehr nach Deutschland wurden Hopps Werke bei einer Ausstellung in Berlin gezeigt und erhielten in der Presse gute Kritiken. Ab 1932 lebte er wieder in Freiburg. Er wurde in der NS-Zeit zum wichtigsten Freiburger Bildhauer und mit mehreren öffentlichen Aufträgen betraut. Stadtbaumeister Joseph Schlippe bezeichnete ihn im Rückblick als den „künstlerisch begabtesten Bildhauer unserer Stadt“. Dabei blieb Hopp im Großen und Ganzen der von der NS-Bewegung propagierten Ästhetik und Thematik verpflichtet. 1933 schuf er den Mutterbrunnen in Freiburg-Wiehre als Symbol für „die Ideale von Mutterschaft und Kinderreichtum“. Der gemeinsam mit dem Architekten Carl Anton Meckel vorgelegte Entwurf hatte im Wettbewerb unter 51 eingereichten Arbeiten den 1. Preis erzielt. 1934 und 1935 war er als Gast der Badischen Secession auf der „Ausstellung der Stadt Freiburg“ im Augustinermuseum vertreten. 1935 erhielt er den 1. Preis eines städtischen Wettbewerbs zur plastischen Ausschmückung des Verkehrsamts (Darstellung des hl. Georg, nicht realisiert). 1937 wurde er mit einem 3. Preis bei einem Wettbewerb zur Leistungsschau der Deutschen Gemeinden ausgezeichnet. 1939 und 1941 waren Werke Hopps auf der Oberrheinischen Kunstausstellung in Baden-Baden zu sehen. Seine Skulptur Der Zehnkämpfer wurde 1939 durch Oberbürgermeister Franz Kerber für die Stadt Freiburg angekauft. Außerhalb Freiburgs schuf er das Kriegerdenkmal für die Stadt Hinterzarten.
Nach Ausbruch des Zweiten Weltkriegs wurde Hopp zum Militärdienst eingezogen. Er fiel im August 1944 als Obergefreiter in der Nähe von Cherbourg in der Bretagne. Seine letzte Ruhestätte fand er auf der Kriegsgräberstätte Saint-Désir-de-Lisieux. Erst posthum wurden 1946 nach einer Intervention von Joseph Schlippe bei der französischen Militäradministration die beiden Figuren Der Fliegende und Die Schwebende aufgestellt, die Hopp im Auftrag der Stadt Freiburg für die Freitreppe des nach dem Krieg als französisches Casino genutzten Empfangsgebäudes des Flugplatzes geschaffen hatte.

## Werke
- Plastik Mutter mit Kind am Schulhaus in Freiburg-Betzenhausen (Gerhart-Hauptmann-Schule, 1933)
- Mutterbrunnen (Kunststein, 1934, Freiburg-Wiehre, ursprünglich zwischen Schwarzwaldstraße und Schützenallee, im Zuge des Umbaus der B 31 abgebaut und 2003 auf dem heutigen Standort am Wilhelm-Eschle-Platz neu errichtet)
- Arbeiterskulptur (Kunststein, 1935, ursprünglich auf dem Gelände des neuen Gaswerks in der Tullastraße; 1972 auf das Grundstück des Freiburger Wasserwerks in Freiburg-Ebnet versetzt)
- Gestaltung der Eingangshalle der Friedrichsbaulichtspiele in Freiburg (1936)
- Frauenfigur an der Fassade des Kaufhauses Oberpaur (1938, Freiburg, Kaiser-Joseph-Straße, 1944 zerstört)
- Zehnkämpfer (Bronze, 1938, Verbleib unbekannt)
- Kriegerdenkmal, Hinterzarten (nicht erhalten)
- Mutter mit Säugling und Männlicher Akt (Kunststein, Teil des Figurenzyklus „Die Lebensalter“ im Torbogen Hugstetter Straße 55)
- Der Fliegende und Die Schwebende, Skulpturen, geschaffen für das Empfangsgebäude der Lufthansa auf dem Freiburger Flugplatz (Sandstein, 1940/41, aufgestellt 1946, später wieder abgebaut)